# St. Lucie Mets
I St. Lucie Mets sono una squadra di baseball che gioca nella Minor League Baseball, affiliata attualmente ai New York Mets della MLB, giocano nello stadio Digital Domain Park che conta 7 347 posti a sedere.
La squadra venne fondata nel 1988 e fu affiliata ai New York Mets. Prese parte al suo primo campionato ufficiale nella Advanced A Florida State League South Division, vincendolo subito.
Negli anni a seguire è riuscita a centrare per altre 4 volte il titolo della lega, vincendolo per l'ultima volta nel 2006.
L'ultima apparizione ai playoff risale al 2016, uscendo in semifinale con i Bradenton Marauders per 2-0.

## Roster attuale
Aggiornato il: 8 maggio 2017